# Cub Swanson
Kevin Luke Swanson (født 2. november 1983 i Palm Springs, Californien i USA) er en amerikansk MMA-udøver som siden 2011 har konkurreret i organisationen Ultimate Fighting Championship. Han har bemærkelsesværdige sejre over navne som Doo Ho Choi, 	Jeremy Stephens, Dennis Siver, Dustin Poirier og Charles Oliveira. Han har også tidligere konkurreret i World Extreme Cagefighting (WEC).

## Privatliv
Swanson har en datter med Kenda Perez. De fik deres første barn, Royal Rae Swanson, den 21. august, 2017.
Steve Swanson, Cub Swansons storebror, konkurrerer også i MMA. De to brødre træner i og driver MMA-klubben Tru Gym sammen.
I sin fritid, spiller Swanson golf nær sin hjemby Indio i California. Golf-klubben PowerBilt sponsorer Swanson.

## Filmografi

### Tv
| År   | Titel           | Rolle       | Noter                             |
| ---- | --------------- | ----------- | --------------------------------- |
| 2014 | Kingdom         | MMA fighter | Gæsteoptræden i sæson 1, afsnit 1 |
| 2018 | Gleichschaltung |             |                                   |

### Videospil
| År   | Titel            | Rolle    | Noter            |
| ---- | ---------------- | -------- | ---------------- |
| 2012 | UFC Undisputed 3 | Sig selv | Spilbar karakter |
| 2014 | EA Sports UFC    | Sig selv | Spilbar karakter |
| 2016 | EA Sports UFC 2  | Sig selv | Spilbar karakter |
| 2018 | EA Sports UFC 3  | Sig selv | Spilbar karakter |